# Allison Okamura
Allison M. Okamura (* 20. Jahrhundert in Fontana, Kalifornien, USA) ist eine US-amerikanische Maschinenbauingenieurin, Informatikerin und Hochschullehrerin. Sie ist Richard W. Weiland Professorin an der School of Engineering am Mechanical Engineering Department der Stanford University. Sie ist IEEE Fellow und stellvertretende Direktorin des Wu Tsai Stanford Neurosciences Institute.

## Leben und Werk
Okamura studierte Maschinenbau an der University of California, Berkeley, wo sie 1994 den Bachelor of Science-Abschluss erhielt. An der Stanford University erwarb sie 1996 den Master of Science-Abschluss und promovierte 2000. Als Doktorandin arbeitete sie an einem Roboter, der mit zwei Fingerspitzen aus gummibeschichtetem Schaumstoff ausgestattet war. Winzige Noppen auf den Gummiüberzügen verhielten sich wie die Haut an menschlichen Fingern und halfen dem Roboter, unbekannte Objekte zu erkennen und zu greifen. Mithilfe spezieller taktiler Sensoren und Steuerungsmethoden erkundeten diese Roboterfinger Objekte, um Informationen über Oberflächeneigenschaften wie Risse, Grate und Texturen zu sammeln.

## Forschung an der Johns Hopkins University
Von 2000 bis 2011 forschte sie als Professorin und stellvertretende Lehrstuhlinhaberin für Maschinenbau an der Johns Hopkins University in einem neuen Haptic Exploration Lab. Sie entwickelte einen neuen Roboterfinger mit einer Kugel an der Spitze, der sich wie ein Farbroller drehen kann. Ihr Haptic Exploration Lab konzentrierte sich auf die Verwendung von Computern und einem speziell konstruierten Joystick, Stift oder Handschuh, um sensorische Informationen an menschliche Hände zu übertragen. Solche haptischen Schnittstellen ermöglichen es Benutzern, Objekte zu „fühlen“, die in einer virtuellen Umgebung existieren. Wenn ein Benutzer beispielsweise in einer computergenerierten Welt gegen einen Baum stößt oder einen Fußball kickt, vibriert der Joystick oder gibt Force-Feedback, damit sich die Cyber-Begegnung real anfühlt.

## Forschung an der Stanford University
Im Jahr 2011 wurde sie Professorin für Ingenieurwissenschaften an der Stanford University im Fachbereich Maschinenbau, mit einer Ehrenanstellung in Informatik. Derzeit ist sie Richard W. Weiland-Professorin am Department of Mechanical Engineering der Stanford University. Ihre Forschung konzentriert sich auf die Entwicklung der Prinzipien und Werkzeuge, die zur Realisierung fortschrittlicher Roboter- und Mensch-Maschine-Systeme erforderlich sind, die zur haptischen (Berührungs-)Interaktion fähig sind, insbesondere für biomedizinische Anwendungen.
Haptische Geräte ermöglichen die berührungsbasierte Informationsübertragung zwischen Menschen und intelligenten Systemen und ermöglichen eine Kommunikation auf eine Weise, die andere Sinneskanäle freisetzt. Damit solche Geräte allgegenwärtig werden, müssen ihre physischen und rechnerischen Aspekte intuitiv und unauffällig sein. Die Menge an Informationen, die durch Berührung übertragen werden kann, wird zu einem großen Teil durch die Lage, Verteilung und Empfindlichkeit menschlicher Mechanorezeptoren begrenzt. Viele haptische Geräte sind so konzipiert, dass sie an den hochempfindlichen Fingerspitzen gehalten oder getragen werden. Die Stimulation mit einem an den Fingerspitzen befestigten Gerät schließt jedoch den natürlichen Gebrauch der Hände aus. Okamura erforscht das Design einer breiten Palette haptischer Feedback-Mechanismen, die von Geräten reichen, die aktiv mit den Fingerspitzen berührt werden können, bis hin zu multimodalen haptischen Betätigungselementen am Arm.
Okamura war Co-Generalvorsitzende der 2022 IEEE/RSJ International Conference on Intelligent Robots and Systems, Chefredakteurin der Zeitschrift IEEE Robotics and Automation Letters, Mitherausgeberin der IEEE-Transactions on Haptics, Chefredakteurin des IEEE International Conference on Robotics and Automation Conference Editorial Board. Okamura ist Mitautorin von 9 US-Patenten.
Am 24. Juni 2023 betrug ihr h-Index 81.

### Auszeichnungen (Auswahl)
- 2022: Stanford Faculty Womens Forum Allyship Award
- 2020: IEEE Engineering in Medicine and Biology Society Technical Achievement Award
- 2019: IEEE Robotics and Automation Society Distinguished Service Award
- 2018–2020: Stanford Fellow, Stanford University
- 2018: Best Student Presentation Award
- 2011: IEEE Fellow
- 2009: IEEE Technical Committee on Haptics Early Career Award
- 2008: American Association of  Publishers Award for Excellence in Physical Sciences  and Mathematics for the Springer  Handbook of Robotics team
- 2005: Early Academic Career Award,  IEEE Robotics and Automation Society
- 2005: Literati Club Award for Excellence, Outstanding Paper of the Year in Industrial Robot
- 2004: George E.  Owen Teaching Award, Johns Hopkins University
- 2004: National Science Foundation CAREER Award
- 2003: Whitaker Foundation Biomedical Engineering Grant
- 2003: Diversity Recognition Award, Johns Hopkins University
- 1999: National  Science Foundation  Dissertation Enhancement Award
- 1994–1997: National Science Foundation Graduate Fellowship
- 1993: Farbar Award, American Society of  Mechanical Engineers
- 1991: Levens Prize, University of California at Berkeley,  Mechanical Engineering
- 1990: Alumni Scholarship,  University of California  at Berkeley

## Mitgliedschaften
- Institute for Electrical and Electronic Engineers (IEEE): Robotics  and Automation Society,  Computer Society, and Engineering in Medicine and Biology Society
- American Society of Mechanical Engineers (ASME)
- Society for Neuroscience
- American Physiological Society (APS)
- American Society for Engineering Education (ASEE)
- Association for Women in Science (AWIS)
- Society of Women Engineers (SWE)
- Washington Area Computer Aided Surgery Society (WashCAS)
- Pi Tau Sigma